# Miller Genuine Draft 200 1994
Miller Genuine Draft 200 1994 var ett race som var den femte deltävlingen i PPG IndyCar World Series 1994. Racet kördes den 5 juni på Milwaukee Mile. Al Unser Jr. tog sin tredje raka seger, och utökade sin mästerskapsledning till 25 poäng. Marlboro Team Penske tog en trippelseger, då Emerson Fittipaldi blev tvåa, följd av Paul Tracy, som var två varv efter.

## Slutresultat
| Plats | Förare             | Team                     | Grid | Kvaltid |
| ----- | ------------------ | ------------------------ | ---- | ------- |
| 1     | Al Unser Jr.       | Marlboro Team Penske     | 11   | 22,785  |
| 2     | Emerson Fittipaldi | Marlboro Team Penske     | 8    | 22,746  |
| 3     | Paul Tracy         | Marlboro Team Penske     | 2    | 22,394  |
| 4     | Michael Andretti   | Chip Ganassi Racing      | 12   | 22,782  |
| 5     | Nigel Mansell      | Newman/Haas Racing       | 9    | 22,752  |
| 6     | Robby Gordon       | Walker Racing            | 3    | 22,545  |
| 7     | Bobby Rahal        | Rahal-Hogan Racing       | 19   | 23,259  |
| 8     | Raul Boesel        | Dick Simon Racing        | 1    | 22,310  |
| 9     | Jacques Villeneuve | Team Green               | 4    | 22,597  |
| 10    | Bryan Herta        | A.J. Foyt Enterprises    | 7    | 22,694  |
| 11    | Jimmy Vasser       | Hayhoe Racing            | 16   | 23,164  |
| 12    | Scott Sharp        | PacWest Racing           | 15   | 23,116  |
| 13    | Dominic Dobson     | PacWest Racing           | 6    | 22,680  |
| 14    | Mario Andretti     | Newman/Haas Racing       | 13   | 22,927  |
| 15    | Maurício Gugelmin  | Chip Ganassi Racing      | 17   | 23,223  |
| 16    | Adrián Fernández   | Galles Racing            | 26   | 24,003  |
| 17    | Teo Fabi           | Jim Hall Racing          | 10   | 22,762  |
| 18    | Buddy Lazier       | Leader Cards Racing      | 24   | 23,668  |
| 19    | Mike Groff         | Rahal-Hogan Racing       | 23   | 23,668  |
| 20    | Marco Greco        | Arciero Racing           | 21   | 23,529  |
| 21    | Arie Luyendyk      | Project Indy             | 18   | 23,224  |
| 22    | Scott Goodyear     | Budweiser King Racing    | 5    | 22,678  |
| 23    | Hiro Matsushita    | Dick Simon Racing        | 25   | 23,969  |
| 24    | Mike Smith         | Walker Racing            | 22   | 23,810  |
| 25    | Willy T. Ribbs     | Walker Racing            | 20   | 23,435  |
| 26    | Stefan Johansson   | Bettenhausen Motorsports | 14   | 23,112  |